# Asztana villamosvonal-hálózata
Asztana villamoshálózata egy korábban tervezett gyorsvillamos-hálózat Kazahsztán fővárosában, Asztanában. A hálózat alapkövét 2011-ben letették, a projekt megkezdése azonban halasztódott, mígnem 2013 végén a magas költségekre hivatkozva lemondtak róla. Helyette BRT rendszer építését tervezik.

## Tervezett jellemzők
A hálózat tervezett hossza 41,8 km, amelyen 29 megálló lenne és 29 jármű szolgálná ki. Összesen 10 kilométernyi szakaszon magasvasútként haladna. A tervek szerint naponta 200 000 ember használná majd.
Az építkezés három ütemben folyna:
- I. ütem: a repülőtértől az Abu Dhabi Plazáig (16,4 km, 8 megálló);
- II. ütem: az Abu Dhabi Plazától a vasútállomásig (7,9 km, 6 megálló);
- III. ütem: a vasútállomástól az Abu Dhabi Plazáig (17,6 km, 13 megálló).

A vonalon lifttel és mozgólépcsővel ellátott gyalogosaluljárókat létesítenének, három állomáson pedig – a repülőtéren, a vasútállomásnál és az Abu Dhabi Plazánál – egyedi építészeti megjelenésű megállókat építenének.

### Járművek
Az I. ütemhez az Alstom szállítana 12 db kétirányú villamost, amelyeket a városban jellemző magas hőingadozáshoz is alkalmassá tennének.

## Történelem
2011. június 22-én kihirdették az I. ütem megvalósításra kiírt pályázat győztesét, az Alstom – AIS Astana JSC – Investpromproekt JSC konzorciumot. Az alapkövet Nurszultan Nazarbajev elnök tette le július 4-én a Nazarbajev Egyetemnél. Az építkezés augusztus 25-én kezdődött meg. Ekkor az I. ütem átadását 2013 decemberére, a 2012-től építeni tervezett II. ütemét 2014-re tervezték.
A projekt megkezdése azonban késedelmet szenvedett: 2012 végén az Alstom még nem kapta meg a hivatalos megbízást a magvalósításra; az átadást ekkor a 2017-es világkiállításra tervezték. 2013 végén azután Nazarbajev elnök a magas költségekre hivatkozva bejelentette, hogy gyorsvillamos helyett BRT rendszer építését tervezik.